# 9542 Eryan
9542 Eryan este un asteroid din centura principală de asteroizi.

## Descriere
9542 Eryan este un asteroid din centura principală de asteroizi. A fost descoperit pe 12 octombrie 1983 la Stația Anderson Mesa de Edward L. G. Bowell. El prezintă o orbită caracterizată de o semiaxă mare de 2,40 ua, o excentricitate de 0,12 și o înclinație de 8,3° în raport cu ecliptica.